# Arthrosphaera
Arthrosphaera är ett släkte av mångfotingar. Arthrosphaera ingår i familjen Sphaerotheriidae.

## Dottertaxa tillArthrosphaera, i alfabetisk ordning[1]
- Arthrosphaera atrisparsa
- Arthrosphaera attemsi
- Arthrosphaera aurocincta
- Arthrosphaera bicolor
- Arthrosphaera brandti
- Arthrosphaera brandtii
- Arthrosphaera carinata
- Arthrosphaera chitonoides
- Arthrosphaera craspedota
- Arthrosphaera dalyi
- Arthrosphaera davisoni
- Arthrosphaera dentigera
- Arthrosphaera disticta
- Arthrosphaera fumosa
- Arthrosphaera fusca
- Arthrosphaera gracilis
- Arthrosphaera hendersoni
- Arthrosphaera heterostictica
- Arthrosphaera indica
- Arthrosphaera inermis
- Arthrosphaera leopardina
- Arthrosphaera lutescens
- Arthrosphaera magna
- Arthrosphaera marginella
- Arthrosphaera marmorata
- Arthrosphaera nitida
- Arthrosphaera noticeps
- Arthrosphaera pelloceps
- Arthrosphaera pilifera
- Arthrosphaera pygostolis
- Arthrosphaera ruginosa
- Arthrosphaera rugosa
- Arthrosphaera scholastica
- Arthrosphaera severa
- Arthrosphaera silvestrii
- Arthrosphaera stridula
- Arthrosphaera thurstoni
- Arthrosphaera transitiva
- Arthrosphaera versicolor
- Arthrosphaera wroughtoni
- Arthrosphaera zebraica